# Drago Nikolić
Pour les articles homonymes, voir Nikolic.
Drago Nikolić (cyrillique serbe : Драго Николић), né le 9 novembre 1957 et mort le 11 octobre 2015, est un Serbe de Bosnie qui a participé à la guerre de Bosnie-Herzégovine. Il était le 2e lieutenant qui a servi comme chef de la sécurité de la brigade de Zvornik de l'armée serbe de Bosnie. 

## Biographie
Le 6 septembre 2002, le TPIY a émis un acte d’accusation contre lui pour son rôle dans le massacre de Srebrenica. Il s'est rendu et a été transféré à La Haye le 17 mars 2005.  
Le 10 juin 2010, la Chambre de première instance a rendu un verdict : Nikolić, en étroite collaboration avec Ljubiša Beara et Vujadin Popović, a participé à l'organisation de la détention et de l'exécution de prisonniers à l'école Ročević. Il a démontré sa détermination à mener à bien les tâches qui lui avaient été assignées dans cette opération meurtrière. Sa contribution à l'entreprise criminelle commune au meurtre a été persistante et déterminée. 
Il a été reconnu coupable de complicité de génocide, d'extermination, de meurtre et de persécutions et condamné à 35 ans de prison. 
Il était le chef de la sécurité de la brigade de Zvornik.